# Jadranka Matković
Jadranka Matković (Mostar, 3. veljače 1951.) je hrvatska kazališna, televizijska i filmska glumica.

## Filmografija

### Televizijske uloge
- "TIN: 30 godina putovanja" kao gazdarica u Marovskoj ulici (2017.)
- "Kud puklo da puklo" kao baba Mara (2014. – 2015.)
- "Počivali u miru" kao Vjera (2013.)
- "Pod sretnom zvijezdom" kao vračara (2011.)
- "Najbolje godine" kao ciganka (2010.)
- "Bitange i princeze" kao Fahreta (2010.)
- "Zakon!" kao baba (2009.)
- "Zauvijek susjedi" kao Franka (2008.)
- "Obični ljudi" kao časna sestra (2007.)
- "Nad lipom 35" kao Rebeka Polisander (2006. – 2008.)
- "Bibin svijet" kao Anica (2006.)
- "Balkan Inc." kao Mama Surova (2006.)
- "Odmori se, zaslužio si" kao uplakana žena (2006.)
- "Ljubav u zaleđu" kao gospođa Mavrović (2006.)
- "Zabranjena ljubav" kao proročica (2005.)
- "Luda kuća" kao profesorica Krivić (2005.)
- "Kad zvoni?" kao spremačica (2005.)
- "Olujne tišine 1895-1995" kao dvorkinja (1997.)
- "Dirigenti i mužikaši" (1991.)
- "Operacija Barbarossa" kao Tomekova mama (1990.)
- "Dirigenti i mužikaši" kao Katica (1990.)
- "Tražim srodnu dušu" kao Amela (1990.)
- "Vrijeme prošlo - vrijeme sadašnje" (1986.)
- "Priče iz fabrike" kao tekstilna radnica (1985.)
- "Inspektor Vinko" kao povratnica iz Njemačke (1985.)
- "Velo misto" kao Orsola (1980. – 1981.)
- "Nepokoreni grad" kao ilegalka (1980.)
- "Mačak pod šljemom" kao Imbrina žena (1978.)
- "Marija" kao logorašica (1975.)

### Filmske uloge
- "Posljednji Srbin u Hrvatskoj" kao Jovanka Drakula (2019.)
- "Ustav Republike Hrvatske" (2016.)
- "Narodni heroj Ljiljan Vidić" kao baba (2015.)
- "Šegrt Hlapić" kao prosjakinja Jana (2013.)
- "Ko živ, ko mrtav" kao Mimi (2005.)
- "Duga mračna noć" (2004.)
- "Oprosti za kung fu" kao Jehovina svjedokinja (2004.)
- "Slučajna suputnica" kao susjeda (2004.)
- "Radio i ja" kao susjeda (2004.)
- "Doktor ludosti" kao radikalka (2003.)
- "Mišolovka Walta Disneyja" kao dječakova teta (2003.)
- "Generalov carski osmijeh" kao Barbara (2002.)
- "Ante se vraća kući" (2001.)
- "Srce nije u modi" kao Cecilija (2000.)
- "Zauvijek moja" (2000.)
- "Četverored" kao žena iz Jaske (1999.)
- "Razgovor sa sjenama" (1999.)
- "Bogorodica" kao prodavačica (1999.)
- "Božić u Beču" kao Stevina žena (1997.)
- "Treća žena" kao recepcionerka (1997.)
- "Putovanje tamnom polutkom" kao gospođa (1996.)
- "Ne zaboravi me" kao profesorica (1996.)
- "Mrtva točka" (1995.)
- "Gospa" (1994.)
- "Vukovar se vraća kući" kao Manda (1994.)
- "Kontesa Dora" kao histerična žena (1993.)
- "Rastreseno gledanje kroz prozor" (1993.)
- "Olympia" (1992.)
- "Baka Bijela" kao prolaznica (1992.)
- "Čaruga" kao Izabela (1991.)
- "Vrijeme ratnika" kao stara žena (1991.)
- "Smrtonosno nebo" kao medicinska sestra (1990.)
- "Gluvi barut" kao Mara Kaljak (1990.)
- "Školjka šumi" kao medicinska sestra (1990.)
- "Doktorova noć" (1990.)
- "Ljeto za sjećanje" kao časna sestra (1990.)
- "Orao" kao sekretarica (1990.)
- "Čovjek koji je volio sprovode" kao udovica (1989.)
- "Povratak Katarine Kožul" kao cimerica (1989.)
- "Samo još jedna tajna" kao recepcionerka (1989.)
- "Donator" kao recepcionerka hotela "Ideal" (1989.)
- "Žena s krajolikom" kao Andža (1989.)
- "Kuduz" (1989.)
- "Proljeće Janka Potlačeka" kao Lenkica (1988.)
- "Slike iz života jednog šalabahtera" kao tajnica (1987.)
- "Posljednji skretničar užanog kolosijeka" kao Japanolija (1986.)
- "Večernja zvona" kao opatica (1986.)
- "Trgovci i ljubavnici" (1986.)
- "Za sreću je potrebno troje" (1985.)
- "Ukazanje Gospe u selu Grabovica" kao Kora (1985.)
- "Zadarski memento" kao Kate (1984.)
- "Hildegard" kao Mara (1983.)
- "Dvije polovine srca" kao susjeda (1982.)
- "Miris dunja" kao Mlada (1982.)
- "Nastojanje" kao profesorica (1982.)
- "Pad Italije" kao mještanka (1981.)
- "Visoki napon" kao Omladinka (1981.)
- "Zajedno" (1981.)
- "Snađi se, druže" kao Imbrina žena (1981.)
- "Veselin Maslesa" (1981.)
- "Prkosna delta" kao Mara (1980.)
- "Ponedjeljak" kao cvjećarka (1980.)
- "Ljubica" kao prodavačica ploča (1978.)
- "Oko" (1978.)
- "Debeli 'lad" (1978.)
- "Volpone" (1978.)
- "Bombaški proces" kao djevojka (1978.)
- "Homohomini" kao Jadranka (1978.)
- "Izbavitelj" kao gradonačelnikova sekretarica (1976.)
- "Stijena" (1975.)
- "Tena" kao ciganka (1975.)
- "Krhka igračka" (1973.)
- "Kužiš stari moj" kao Zdenka (1973.)
- "Donator" kao madame (1969.)

## Vanjske poveznice
- Jadranka Matković u internetskoj bazi filmova IMDb-u (engl.)